# ديليو أونيس
ديليو أونيس (بالإسبانية: Delio Onnis)‏ (مواليد 24 مارس 1948) مهاجم كرة قدم أرجنتيني من أصل إيطالي، كان يلقب "El Tano" (بمعنى الإيطالي) في الأرجنتين, هداف الدوري الفرنسي الدرجة الأولى لخمس مرات عام 1975 ، 1980 ، 1981 ، 1982 ، 1984 وما زال إلى اليوم أعلى هداف في تاريخ الدوري الفرنسي الأول حيث سجل 299 هدفاً من 1972 إلى 1986 لصالح نادي
ستاد ريمس ونادي موناكو ونادي تور ونادي تولون.

## مسيرته
ولد في إيطاليا، ال انه يحمل الجنسية الأرجنتينية وبدأ مسيرته في الأرجنتين. كمهاجم في فريق جيمناسيا لابلاتا الناجح الذي احتل المركز الثالث في عام 1970 ، والمعروف باسم "La Barredora" ("The Sweeper"). انضم إلى ستاد دي ريمس في عام 1971 ، الذي كان فريقًا أقل نجاحًا بكثير في ذلك الوقت، وكافح في الدوري الفرنسي الدرجة الأولى. قبل أن ينتقل ويلعب مع نادي موناكو لمدة سبع سنوات حيث سجل 157 هدفًا. في عام 1980 ، على الرغم من اللعب في واحدة من أفضل الفرق في الدوري الفرنسي الدرجة الأولى ، وقع على نادي تور الذي صعد حديثًا رغم عديم الخبرة فريق احتل أونيس المرتبة الثانية في قائمة هدافي البطولة للمرة الأولى. في عام 1983 عندما هبط نادي تور ، انضم إلى SC أونيس لنادي تولون، حيث أنهى مسيرته في عام 1986.

## روابط خارجية
- ديليو أونيس على موقع قاعدة بيانات كرة القدم.إي يو (الإنجليزية)